# Sonbhadra (distrikt)
Sonbhadra är ett distrikt i den indiska delstaten Uttar Pradesh, och hade 1 463 519 invånare år 2001 på en yta av 6 788 km². Det gör en befolkningsdensitet på 215,6 inv/km². Den administrativa huvudorten är Sonbhadra, medan den största staden i distriktet är Renukoot. De största religionerna är hinduism (93,97 %) och islam (5,40 %).

## Administrativ indelning
Distriktet är indelat i tre kommunliknande enheter, tehsils:
- Dudhi, Ghorawal, Robertsganj

## Städer
Distriktets städer är huvudorten Sonbhadra samt Anpara, Bijpur, Chopan, Churk Ghurma, Dudhi, Ghorawal, Jamshila, Khariya, Kota, Obra, Parasi, Pipri och Renukoot.
Urbaniseringsgraden låg på 18,82 procent år 2001.